# Orfeo (nome)
Orfeo  è un nome proprio di persona italiano maschile.

## Varianti
- Femminili: Orfea[1][4]

### Varianti in altre lingue
- Catalano: Orfeu[6]
- Francese: Orphée
- Greco antico: Ὀρφεύς (Orpheus)[1][2][7]
- Greco moderno: Ὀρφέας (Orfeas)[7]
- Inglese: Orpheus[5]
- Latino: Orpheus[1]
- Polacco: Orfeusz
- Portoghese: Orfeu
- Russo: Орфей (Orfej)
- Spagnolo: Orfeo[2][6]

## Origine e diffusione

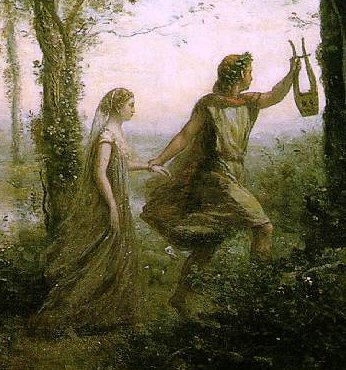
Orfeo che scorta Euridice fuori dall'Ade in un dipinto di Jean-Baptiste Camille Corot

Deriva dal nome greco Ορφεύς (Orpheus), di origine sconosciuta; sulla sua etimologia sono state avanzate varie ipotesi, tra cui quelle che lo ricollegano ad ορφνη (orphne, "oscurità della notte", quindi "oscuro") oppure ad ὀρφανός (orphanós, "orfano", "solo"), ma è altresì possibile che sia di origine non greca.
Si tratta di un nome di matrice classica, portato da Orfeo, il celebre cantore della mitologia greca; la storia della sua vana discesa agli inferi per ritrovare la moglie Euridice, e della sua successiva tragica morte per mano delle Baccanti, ha ispirato numerose opere letterarie e teatrali. È stato ripreso a partire dal Rinascimento e, in Italia, è attestato principalmente al Nord e al Centro, in particolare in Veneto, Toscana ed Emilia-Romagna.

## Onomastico
Trattandosi di un nome adespota, l'onomastico può essere festeggiato il 1º novembre, giorno della festa di Tutti i Santi.

## Persone
- Orfeo Amadò, architetto svizzero

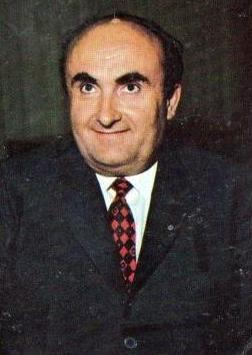
Orfeo Pianelli

- Orfeo Bellesini, calciatore italiano
- Orfeo Boselli, scultore italiano
- Orfeo Cancellieri da Bologna, religioso italiano
- Orfeo Goracci, politico e insegnante italiano
- Orfeo Locatelli, pittore italiano
- Orfeo Mazzitelli, aviatore e militare italiano
- Orfeo Pianelli, imprenditore e dirigente sportivo italiano
- Orfeo Ponsin, ciclista su strada italiano
- Orfeo Radaelli, calciatore italiano
- Orfeo Tamburi, pittore italiano

## Il nome nelle arti
- Orfeo è un personaggio del film del 1959 Orfeo negro, diretto da Marcel Camus.
- Orpheo è un personaggio della serie manga e anime I Cavalieri dello zodiaco.
- Orfeo è il titolo di una canzone di Carmen Consoli.
- I Canti Orfici sono una raccolta di componimenti poetici di Dino Campana.